# Wielki Meteor
Wielki Meteor a. klasztor Przemienienia Pańskiego (także: Wielki Meteoron, Wielka Meteora, gr. Μεγάλο Μετέωρο = Megalo Meteoro; Moni Megalu Meteoru) – grecki monastyr wchodzący w skład kompleksu klasztornego Meteorów.

## Położenie
Męski monastyr Wielki Meteor, a właściwie klasztor Przemienienia Pańskiego (Metamorfosis), stoi na najwyższej i najbardziej wysuniętej skale Meteorów, szczycie Szerokiej Skały (Plathilithos; 613 m n.p.m.), która od podnóża do szczytu liczy 250 m. Do klasztoru prowadzą 192 wykute w skale schody.

## Znaczenie
Jest najstarszym i najważniejszym monastyrem Meteorów. Jego przełożonemu od 1940 podlegają wszystkie pozostałe klasztory meteorskie (wcześniej podlegały przełożonemu skitu Dubiani), tutaj przechowuje się najwięcej dokumentów i relikwii.

## Historia
Sam klasztor został założony około 1340 przez św. Atanazego. Jego uczniem, następcą i współzałożycielem monastyru był św. Joazaf – wcześniej król Jan Uresis-Paleologos.
Na przełomie XX i XXI stulecia wszystkie zabudowania monastyru poddano gruntownej renowacji: zmodernizowano cele mnichów i zaplecze, zrekonstruowano dawne hospicjum i urządzono w nim muzeum sakralno-historyczne, oczyszczono freski w katolikonie.

## Zabytki
Do najważniejszych zabytków Wielkiego Meteora, które zostały udostępnione do zwiedzania, zaliczają się: wieża z balkonem, ossuarium, cerkiew Przemienienia Pańskiego i refektarz.
Oprócz powyższych obiektów na terenie monastyru znajdują się jeszcze, nie udostępnione do zwiedzania: szpital-dom starców z 1572 oraz kaplice pod wezwaniem – Matki Bożej (Bogurodzicy Meteorskiej Skały – XIV w.), św. Jana Chrzciciela (XVII w.), Świętych Konstantyna i Heleny (z 1789), św. Nektariusza.

### Wieża
Wieża wyciągowa z balkonem z 1520, na którą niegdyś mnisi byli wciągani przy pomocy sieci, aby dostać się do monastyru. Mieści się w niej obecnie muzeum, w którym są eksponowane stare naczynia i narzędzia pracy oraz stary sprzęt gospodarczy używany niegdyś w klasztorze (m.in. narzędzia do uprawy winnej latorośli i produkcji wina oraz drewnianą kilkusetlitrową cysternę na wodę).

### Ossuarium
Ossuarium (kaplica czaszek) – pomieszczenie, w którym przechowywane są kości zmarłych. We wnętrzu, na drewnianych regałach, spoczywają równo poukładane czaszki dawnych ihumenów.

### Cerkiew Przemienienia Pańskiego
Cerkiew (katolikon) pod wezwaniem Przemienienia Pańskiego pochodzi z 1388, przy czym część prezbiterium z 1545, a główna część i przedsionek z około 1552).
Cerkiew ta stanowi największą i najcenniejszą świątynię Meteorów. Została wybudowana według typu athoskiego, wzbogacona bizantyjską polichromią w 1483.
Budowla powstała w trzech fazach. Jako pierwsza powstała niewielka świątynia pod wezwaniem św. Atanazego z połowy XIV w., następnie, pod koniec tego wieku, rozbudował ją i ozdobił freskami Joazaf. Ostatnia przebudowa miała miejsce w połowie XVI w. (dodano nawę i narteks; pierwotna świątynia stała się sanktuarium). W jej wyniku świątynia uzyskała trójkonchowo-prostokątny plan z absydami po bokach nawy i dwunastokątną kopułą wspartą na czterech kolumnach.
Przestronny narteks ma cztery kolumny i sklepienie krzyżowe. Od północnej strony wzdłuż ściany biegnie kryta galeria.
Cała świątynia pokryta jest malowidłami o bogatej treści i stylistyce. Najstarsze freski (z 1483, należące do tzw. szkoły macedońskiej) widnieją na ścianach sanktuarium i w kopule, zaś malowidła w nawie i narteksie pochodzą z 1552 (szkoła kreteńska). Wśród fresków znajdują się obrazy Bogurodzica Tronująca, Trzej Mędrcy i sceny Męki Chrystusa. W nawie wymalowano chyba całą historię życia Chrystusa od Narodzenia po spotkanie z Tomaszem oraz liczne postaci świętych. Najbardziej charakterystyczne i wartościowe to Chrystus Pantokrator w kopule głównej oraz Przemienienie, Wskrzeszenie Łazarza, Wjazd do Jerozolimy, Ostatnia Wieczerza, Ukrzyżowanie, Zstąpienie do Otchłani, Zaśnięcie Matki Bożej (w górnych partiach ścian) oraz wizerunki założycieli monastyru, świętych Atanazego i Joazafa. Narteks pokrywają sceny męczeństw oraz, na ścianie południowej, pełnowymiarowe wizerunki tych świętych, trzymających zbudowany przez siebie katolikon.
Wystroju świątyni dopełniają: rzeźbiony ikonostas z XVIII w., tron biskupi z XVII w. inkrustowany macicą perłową, bogato zdobione inkrustowane pulpity oraz ikony. Najcenniejsze ikony to: Bogurodzica i Święty Mikołaj (obie z przełomu XIV i XV w.), wizerunkiem Chrystusa i Matki Bożej z XVI w., Matka Boska z Chrystusem (zwana Rodon Amaranton, Matką Boską Zielną) z 1790.

### Refektarz
Refektarz z 1557, będący salą o wymiarach 35 m × 12 m ze stropem wspartym na pięciu kolumnach i surowych kamiennych ścianach. W refektarzu obecnie jest muzeum, posiadające w swych zbiorach stare miedziane, gliniane i drewniane przybory kuchenne. Prezentowane są również długie, nakryte starymi zastawami stoły. W absydzie naprzeciw wejścia widnieje stół przeznaczony dla ihumena oraz pulpit pod Pismo Święte, czytywane przez lektora podczas posiłków. W pomieszczeniach pod refektarzem urządzono muzeum historyczne pełne dokumentalnych fotografii oraz pamiątek związanych z walkami niepodległościowymi Greków. Na tyłach refektarza, w niedawno zrekonstruowanym budynku hospicjum, działa muzeum sztuki sakralnej, zawierające ikony (w tym XIV-wieczny dyptyk przedstawiający Matkę Bolesną i Chrystusa Cierpiącego), iluminowane manuskrypty, rzeźbione krucyfiksy, relikwiarze i artystycznie haftowane całuny liturgiczne (epitafiosy, cs. płaszczanice). Salka na niższym poziomie, na prawo od wejścia, poświęcona jest tzw. postbizantyjskim świętym i upamiętnia męczenników wiary, czyli duchownych prawosławnych, zamęczonych przez Turków. Obok malowideł przedstawiających męczeńską śmierć znajdują się żywoty świątobliwych mężów.

## Biblioteka
Biblioteka Wielkiego Meteora zawiera 640 ręcznie pisanych kodeksów o wielkim znaczeniu literackim, złote encykliki, dokumenty patriarchów i różne pisma o dużym znaczeniu historycznym, a także rzadkie wydawnictwa (XV–XIX wiek), przenośne późnobizantyjskie ikony (XIV–XV wiek), stare rękodzieła, w tym rzeźby w drewnie, szaty haftowane złotem, utensylia.

## Galeria

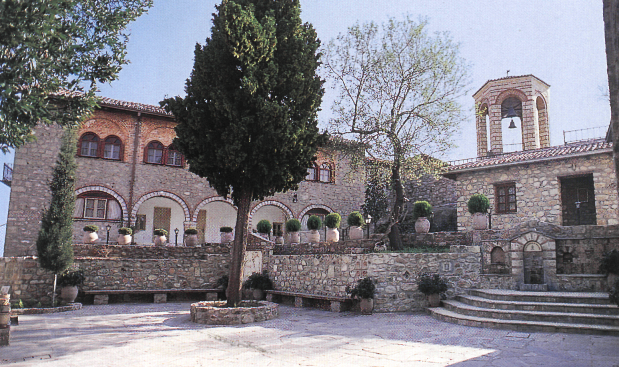
Dziedziniec wewnętrzny
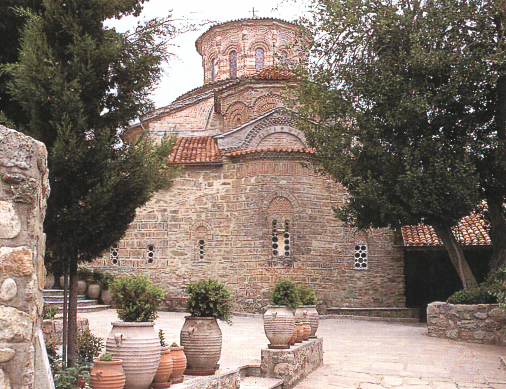
Katolikon pw. Przemienienia Pańskiego
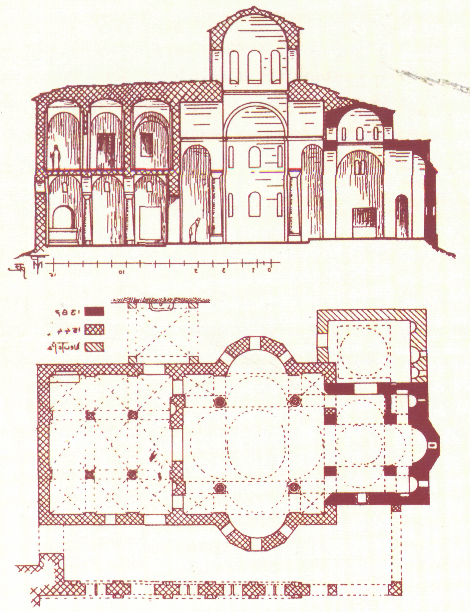
Plan katolikonu
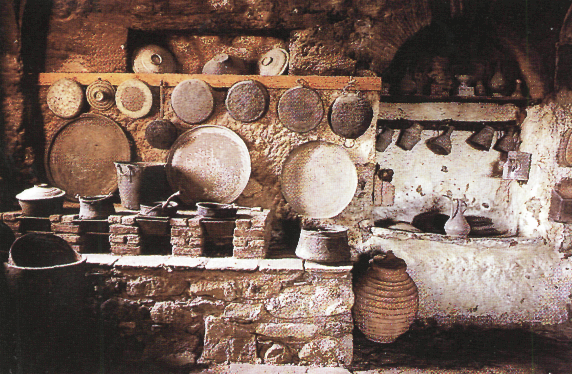
Dawna kuchnia klasztorna
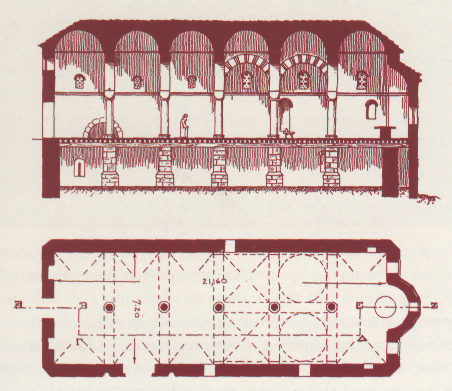
Plan refektarza
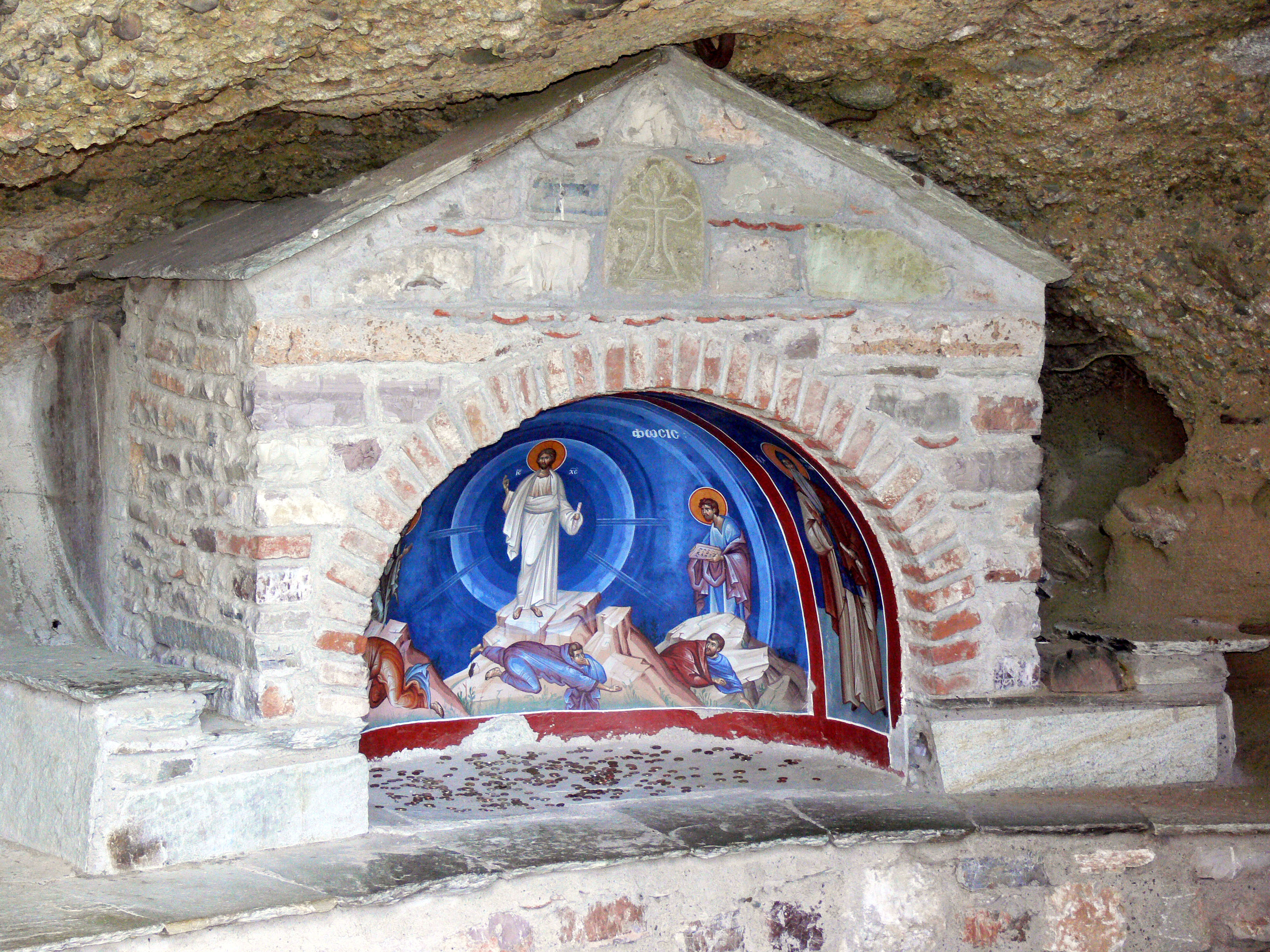
Nisza z malowidłami
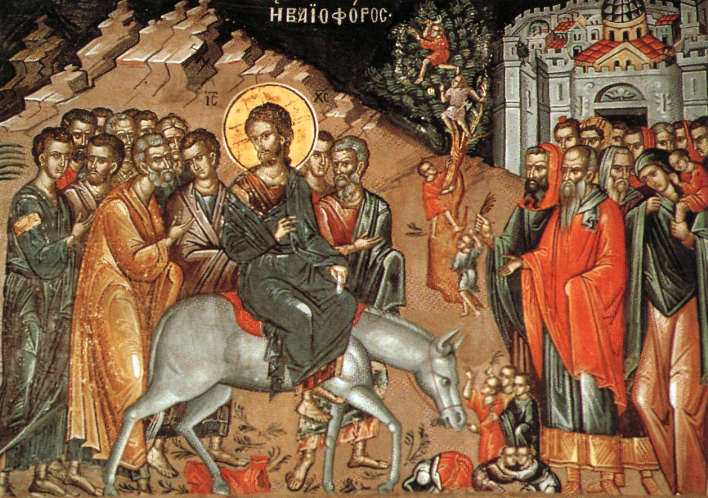
Freski – sceny z życia Jezusa: Triumfalny wjazd do Jerozolimy ...
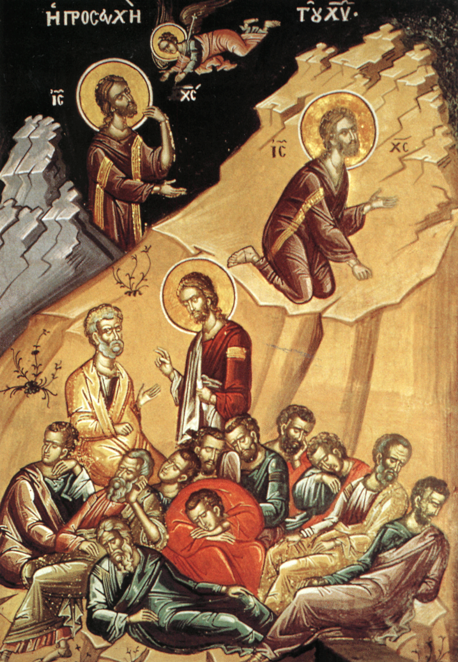
... i Modlitwa w Ogrójcu
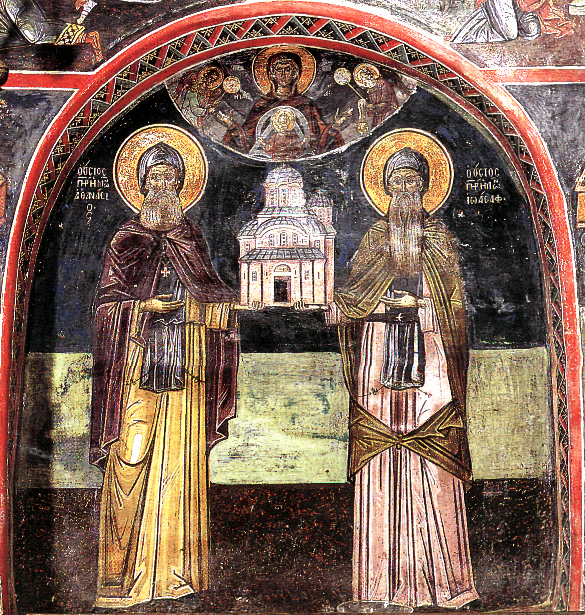
Fundatorzy monastyru – św. Atanazy z Meteorów i św. Joasaf – trzymający katolikon w swoich rękach